# 萨尔瓦多主教座堂

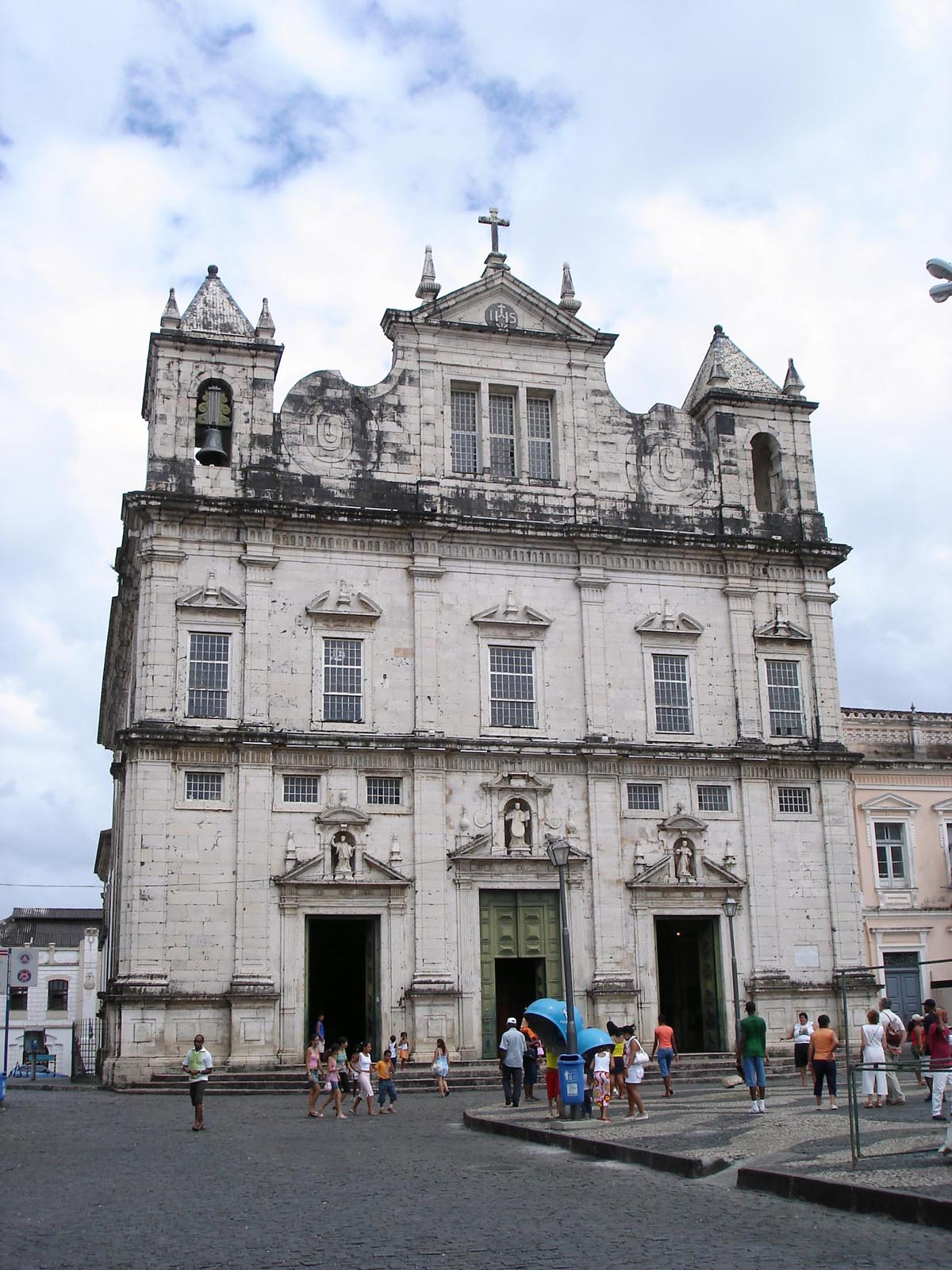
萨尔瓦多主教座堂的立面

萨尔瓦多主教座堂（葡萄牙语：Primatial Cathedral Basilica of the Transfiguration），正式名称为显圣容圣殿总主教座堂，是巴西萨尔瓦多的天主教萨尔瓦多总教区总主教的主教座堂，也是天主教宗座圣殿。
该教堂所在教区（葡属巴西殖民地的第一个教区）于1551年设立，那时贵族托梅·德索萨创建萨尔瓦多城还只有两年时间。
首任主教Pero Fernandes Sardinha于1552年抵达。当时在市中心修建了主教座堂。
1676年，该市成为总主教驻地。1758年以后，耶稣会被逐出巴西，从前的耶稣会教堂改为该市的主教座堂，而过去的主教座堂在1933年拆除。

## 艺术与建筑
目前的主教座堂原本是萨尔瓦多的耶稣会教堂。耶稣会在16世纪来到该市，兴建了第一座教堂和学院。在17世纪下半叶，耶稣会修建了一座新教堂，式样采用了葡萄牙流行的矫饰主义，这一座教堂存留至今。